# Lidiane Lopes
Pour les articles homonymes, voir Lopes.
Lidiane Lopes, née le 1er septembre 1994 à Espargos au Cap-Vert, est une athlète capverdienne spécialisée dans les épreuves de sprint sur 100 mètres et 200 mètres.
Elle représente son pays aux Jeux olympiques d'été de 2012 et 2016.